# Eerste Kamerverkiezingen 1922
De Eerste Kamerverkiezingen 1922 waren tussentijdse Nederlandse verkiezingen voor de Eerste Kamer der Staten-Generaal. Zij vonden plaats op 22 juni 1922.
De verkiezingen waren noodzakelijk geworden door de ontbinding van de Eerste Kamer, nadat een voorstel tot Grondwetsherziening in eerste lezing door Tweede Kamer en Eerste Kamer aangenomen was. Bij deze verkiezingen kozen de leden van Provinciale Staten - die tussen 31 maart en 10 april 1919 bij de Statenverkiezingen gekozen waren - in elf kiesgroepen naar provincie een geheel nieuwe Eerste Kamer.
Dit waren de laatste Eerste Kamerverkiezingen volgens het provinciale districtenstelsel.
De uitslag van de verkiezingen was als volgt:
| Partij                                | Zetels | Zetels | Zetels | Zetelverdeling naar provincie | Zetelverdeling naar provincie | Zetelverdeling naar provincie | Zetelverdeling naar provincie | Zetelverdeling naar provincie | Zetelverdeling naar provincie | Zetelverdeling naar provincie | Zetelverdeling naar provincie | Zetelverdeling naar provincie | Zetelverdeling naar provincie | Zetelverdeling naar provincie |
| Partij                                | 1919   | 1922   | +/−    | Gr                            | F                             | D                             | O                             | Ge                            | U                             | NH                            | ZH                            | Z                             | NB                            | L                             |
| ------------------------------------- | ------ | ------ | ------ | ----------------------------- | ----------------------------- | ----------------------------- | ----------------------------- | ----------------------------- | ----------------------------- | ----------------------------- | ----------------------------- | ----------------------------- | ----------------------------- | ----------------------------- |
| Algemeene Bond                        | 17/18  | 21     | +3     |                               | 1                             |                               | 1                             | 3                             | 1                             | 2                             | 4                             |                               | 6                             | 3                             |
| Anti-Revolutionaire Partij            | 9      | 14     | +5     | 1                             | 2                             |                               | 1                             | 2                             | 1                             | 2                             | 4                             | 1                             |                               |                               |
| Christelijk-Historische Unie          | 4      | 7      | +3     |                               | 1                             |                               | 1                             | 1                             |                               | 1                             | 2                             | 1                             |                               |                               |
| Vrijzinnig-Democratische Bond         | 2/3    | 4      | +1     | 1                             |                               | 1                             |                               |                               |                               | 2                             |                               |                               |                               |                               |
| Sociaal-Democratische Arbeiderspartij | 4/5    | 3      | −2     | 1                             |                               |                               |                               |                               |                               | 2                             |                               |                               |                               |                               |
| Vrijheidsbond                         | 14/11  | 1      | −10    |                               |                               | 1                             |                               |                               |                               |                               |                               |                               |                               |                               |
| Totaal                                | 50     | 50     | 0      | 3                             | 4                             | 2                             | 3                             | 6                             | 2                             | 9                             | 10                            | 2                             | 6                             | 3                             |

## Gekozenen
Bij deze verkiezingen waren alle 50 leden aftredend, van wie 34 herkozen werden. De stemmingen voor de overige vacatures hadden de volgende resultaten:
- Door Provinciale Staten van Groningen werd Harbert Schönfeld (Vrijzinnig-Democratische Bond) op 18 juli 1922 bij een herstemming gekozen.[4]
- Door Provinciale Staten van Groningen werd Simon de Vries (Anti-Revolutionaire Partij) bij de derde stemming gekozen.[5]
- Door Provinciale Staten van Friesland werd Jelle Croles (Anti-Revolutionaire Partij) gekozen die de aftredende afgevaardigde Henri van Kol (Sociaal-Democratische Arbeiderspartij) versloeg met 21 tegen 19 stemmen.
- Door Provinciale Staten van Friesland werd Wybe Fransen (Algemeene Bond) gekozen die de aftredende afgevaardigde Henri Polak (Sociaal-Democratische Arbeiderspartij) versloeg met 22 tegen 19 stemmen.
- Door Provinciale Staten van Friesland werd Syds Sijtsma (Anti-Revolutionaire Partij) gekozen.[6]
- Door Provinciale Staten van Friesland werd Luutzen de Vries (Christelijk-Historische Unie) gekozen.[7]
- Door Provinciale Staten van Drenthe werd Jan Westerdijk (Vrijzinnig-Democratische Bond) gekozen in de vacature ontstaan door het aftreden van Gustaaf van der Feltz die had aangegeven niet herkiesbaar te zijn.
- Door Provinciale Staten van Gelderland werd Pierre Dobbelmann (Algemeene Bond) gekozen in de vacature ontstaan na het overlijden van Frederic Reekers op 27 mei 1922.[8]
- Door Provinciale Staten van Noord-Holland werd Johannes Douwes (Anti-Revolutionaire Partij) op 18 juli 1922 bij een herstemming gekozen.[9]
- Door Provinciale Staten van Noord-Holland werd Piet Haazevoet (Algemeene Bond) gekozen in de vacature ontstaan door het aftreden van Jacob Kraus (Vrijheidsbond) die had aangegeven niet herkiesbaar te zijn.
- Door Provinciale Staten van Noord-Holland werd Joan Heerkens Thijssen (Algemeene Bond) gekozen in de vacature ontstaan door het aftreden van Jacob Cremer (Vrijheidsbond) die had aangegeven niet herkiesbaar te zijn.
- Door Provinciale Staten van Noord-Holland werd Herman Verkouteren (Christelijk-Historische Unie) bij de derde stemming gekozen.[10]
- Door Provinciale Staten van Noord-Holland werd Willem de Vlugt (Anti-Revolutionaire Partij) gekozen in de vacature ontstaan door het aftreden van Klaas de Boer (Vrijheidsbond) die had aangegeven niet herkiesbaar te zijn.
- Door Provinciale Staten van Noord-Holland werd Floor Wibaut] (Sociaal-Democratische Arbeiderspartij) gekozen in de vacature ontstaan door het aftreden van Frederik van Nierop (Vrijheidsbond) die had aangegeven niet herkiesbaar te zijn.
- Door Provinciale Staten van Zeeland werd Jan Slotemaker de Bruine (Christelijk-Historische Unie) gekozen.[11]
- Door Provinciale Staten van Zeeland werd Aart de Veer (Anti-Revolutionaire Partij) gekozen in de vacature ontstaan door het aftreden van Christiaan Lucasse die had aangegeven niet herkiesbaar te zijn.

De zittingsperiode van de Eerste Kamer ging in op 25 juli 1922. De zittingstermijn van de gekozen Kamerleden bedroeg negen jaar.
*1850 · 1853 · 1856 · 1859 · 1862 · 1865 · 1868 · 1871 · 1874 · 1877 · 1880 · 1883 · *1884 · 1887 (I) · *1887 (II) · *1888 · 1890 · 1893 · 1896 · 1899 · 1902 · *1904 · 1907 · 1910 · 1913 · 1916 · *1917 · 1919 · *1922 · *1923 · 1926 · 1929 · 1932 · 1935 · *1937 · *1946 · *1948 · 1951 · *1952 · 1955 · *1956 (I) · *1956 (II) · 1960 · *1963 · 1966 · 1969 · *1971 · 1974 · 1977 · 1980 · *1981 · *1983 · *1986 · 1987 · 1991 · 1995 · 1999 · 2003 · 2007 · 2011 · 2015 · 2019 · 2023

* algemene verkiezingen in verband met vervroegde ontbinding van de Eerste Kamer

vanaf 1987 bedraagt de vaste zittingstermijn van de Eerste Kamer vier jaar